# Axel Sjöberg (fotbollsspelare född 2000)
Carl Axel Sjöberg, född 12 april 2000, är en svensk fotbollsspelare som spelar för irländska St Patrick's Athletic. Hans tvillingbror Filip Sjöberg är också fotbollsspelare.

## Klubblagskarriär
Axel Sjöbergs moderklubb är Eskilsminne IF. Som 13-åring gjorde han flytten till Helsingborgs IF tillsammans med sin tvillingbror Filip Sjöberg. Till skillnad från sin bror slog sig Axel Sjöberg aldrig in i A-laget. Sommaren 2019 skrev han istället på för IK Frej. Han debuterade i Superettan den 25 oktober 2019 med ett inhopp i 1-0-segern mot Norrby IF.
Den efterföljande säsongen tog Sjöberg en ordinarie plats i IK Frej, som då hade trillat ner i Norrettan. Ett drygt år efter flytten till Stockholm skrev Sjöberg sommaren 2020 på för Frejs samarbetsklubb Hammarby IF. Han var under resten av året tillgänglig för spel i bägge klubbarna. Kort efter att övergången trätt i kraft debuterade Sjöberg i Allsvenskan, då han stod för ett inhopp i 3-3-mötet med Kalmar FF den 30 augusti 2020. Framträdandet blev hans enda i Allsvenskan under året.
Under inledningen av säsongen 2021 spelade Sjöberg främst i Hammarby TFF, vilka då hade övertagit IK Frejs plats i seriesystemet. Han hann även med att göra ytterligare två allsvenska framträdanden för Hammarby IF. För att få mer speltid lånades Sjöberg sommaren 2021 ut till IK Brage i Superettan. Debuten i Borlänge-klubben gjordes den 8 augusti 2021, i 3-2-segern mot Jönköpings Södra IF. Kort efter flytten till IK Brage återförenades han med sin tvillingbror Filip, som skrev på klubben veckan därpå. Efter säsongen 2021 lämnade Sjöberg Hammarby i samband med att hans kontrakt gick ut.
I mars 2022 gick Sjöberg till BK Olympic i Ettan Södra. Den 3 mars 2023 värvades han av irländska St Patrick's Athletic. I december 2023 förlängde Sjöberg sitt kontrakt med ett år.

## Personligt
Axel Sjöbergs tvillingbror Filip Sjöberg är också fotbollsspelare. Bröderna har spelat ihop i Eskilsminne IF, Helsingborgs IF och IK Brage.

## Karriärstatistik
| Klubb                 | Säsong             | Liga               | Liga    | Liga | Nationell cup | Nationell cup | Totalt  | Totalt |
| Klubb                 | Säsong             | Division           | Matcher | Mål  | Matcher       | Mål           | Matcher | Mål    |
| --------------------- | ------------------ | ------------------ | ------- | ---- | ------------- | ------------- | ------- | ------ |
| IK Frej               | 2019               | Superettan         | 1       | 0    | 1             | 0             | 2       | 0      |
| IK Frej               | 2020               | Ettan Norra        | 26      | 0    | 0             | 0             | 26      | 0      |
| IK Frej               | Totalt             | Totalt             | 27      | 0    | 1             | 0             | 28      | 0      |
| Hammarby IF           | 2020               | Allsvenskan        | 1       | 0    | 1             | 0             | 2       | 0      |
| Hammarby IF           | 2021               | Allsvenskan        | 2       | 0    | 2             | 0             | 4       | 0      |
| Hammarby IF           | Totalt             | Totalt             | 3       | 0    | 3             | 0             | 6       | 0      |
| Hammarby TFF (lån)    | 2021               | Ettan Norra        | 7       | 0    | 0             | 0             | 7       | 0      |
| IK Brage (lån)        | 2021               | Superettan         | 9       | 0    | 1             | 0             | 10      | 0      |
| BK Olympic            | 2022               | Ettan Södra        | 24      | 2    | 1             | 0             | 25      | 2      |
| St Patrick's Athletic | 2023               | League of Ireland  | 7       | 0    | 0             | 0             | 7       | 0      |
| Totalt i karriären    | Totalt i karriären | Totalt i karriären | 77      | 2    | 6             | 0             | 83      | 2      |